# Melinaea rileyi
Melinaea rileyi är en fjärilsart som beskrevs av Fox 1942. Melinaea rileyi ingår i släktet Melinaea och familjen praktfjärilar. Inga underarter finns listade i Catalogue of Life.